# REMOW
REMOW o REMOW Co., Ltd. es una empresa de entretenimiento que se enfoca en la distribución y concesión de licencias de series y películas de anime japonesas con sede en Tokio. Esta empresa está compuesta principalmente por Shūeisha, Zhibo International Development, Toei Company, Shochiku, Hakuhodo DY Music ＆ Pictures Inc, y las principales estaciones de televisión y productoras japonesas. Su ámbito de negocio cubre el Sudeste Asiático, Corea del Sur (REMOW KOREAN) y América Latina (REMOW LATAM/Anime Onegai). 
A partir de julio de 2024, REMOW ha expandido sus áreas de servicio al mundo a través de Crunchyroll y Amazon Prime Video por primera vez, y la primera animación con licencia a nivel mundial es Shikanoko Nokonoko Koshitantan.

## Licencia y distribución
La empresa desde su fundación ha licenciado y distribuido gran cantidad de contenido audiovisual, entre ellas están:

### Licenciado
Licenciamiento mundial
- Chitose-kun wa Ramune Bin no Naka
- Gag Manga Biyori Go
- Haigakura
- Jigoku Sensei Nube (anime de 2025)
- Kimi to Koete Koi ni Naru
- Mukuware Nakatta Murabito A, Kizoku ni Hirowarete Dekiai Sareru Ue ni
- Oi! Tonbo
- Shikanoko Nokonoko Koshitantan
- Tasokare Hotel
- Tōgen Anki
- Uma Musume: Cinderella Gray
- Watashi ga Koibito ni Nareru Wake Naijan, Muri Muri! Muri Janakatta!?
- Your Forma

Licenciamiento regional
- 2.5 Jigen no Yūwaku (licenciado en América Latina)
- B-Project Passion*Love Call
- Bōkensha ni Naritai to Miyako ni Deteitta Musume ga S-rank ni Natteta (licenciado en el Sudeste Asiático)
- Chūka Ichiban! (licenciado en América del Norte)
- Dosanko Gal wa Namara Menkoi (licenciado en el Sudeste Asiático)
- Edens Zero Temporada 2 (licenciado en América Latina)
- Fermat no Ryōri (licenciado en América del Norte)
- Hikikomari Kyūketsu Hime no Monmon (licenciado en Sudeste Asiático)
- Kawagoe Boys Sing (licenciado en el Sudeste Asiático)
- Katekyō Hitman Reborn! (licenciado en América del Norte y América Latina)
- KochiKame (licenciado en América del Norte)
- Me encantan las Magical Girls (licenciado en América Latina)
- Meitō "Isekai no Yu" Kaitaku-ki (licenciado en América Latina)
- Metallic Rouge (licenciado en el Sudeste Asiático)
- Pon no Michi (licenciado en el Sudeste Asiático)
- Shaman King Flowers (licenciado en América Latina)
- Seiken Gakuin no Maken Tsukai (licenciado en el Sudeste Asiático)
- Under Ninja (licenciado en el Sudeste Asiático)

### Distribuido
Anime:
- Arcana Famigila (licenciado en América Latina)
- Berserk (anime de 1997; licenciado en América Latina)
- Boogiepop Phantom (licenciado en América Latina)
- Brave 10 (licenciado en América Latina)
- Dragon Quest: The Adventure of Dai (licenciado en América Latina bajo la distribución de Toei Animation Inc.)
- Eyeshield 21 (licenciado en América Latina)
- Historias de Fantasmas (licenciado en América Latina)
- Full Moon o Sagashite (licenciado en América Latina)
- Great Teacher Onizuka (licenciado en América Latina)
- Hentai Ōji to Warawanai Neko. (licenciado en América Latina)
- Hikaru no Go (licenciado en América Latina)
- Hyakka Ryōran Samurai Girls (licenciado en América Latina)
- Jitsu wa Watashi wa (licenciado en América Latina)
- Monster (licenciado en América Latina)
- Ouran High School Host Club (licenciado en América Latina)
- Overflow (licenciado en América Latina)
- Super Sonico (licenciado en América Latina)
- Special A (licenciado en América Latina)
- Rail Romanesque (licenciado en América Latina)
- Registro de Criaturas Fantásticas (licenciado en América Latina)
- Shinryaku! Ika Musume (licenciado en América Latina)
- Tears to Tiara (licenciado en América Latina)
- World Trigger (licenciado en América Latina bajo la distribución de Toei Animation Inc.)
- Yowamushi Pedal (licenciado en América Latina)
- Yuyushiki (licenciado en América Latina)

Series y Películas:
- Hori-san to Miyamura-kun (licenciado en América Latina)
- Desde el fin del mundo (licenciado en América Latina bajo la distribución de Benuca Films)

## Plataformas donde REMOW participa
Entre los clientes que utilizan las distribuciones de la compañía se encuentran:
- Anime Onegai
- Crunchyroll
- Netflix
- Animation Digital Network
- Bilibili
- Prime Video
- Tubi
- Pluto TV
- Mercado Play
- Plex
- Roku
- Samsung TV Plus
- SimpleTV
- 360 by Bitel
- MVS Hub
- +SBT
- YouTube (a través de It's Anime)
- Bandplay (únicamente en Brasil)

## Controversia
En julio de 2024 durante el estreno del anime Shikanoko Nokonoko Koshitantan, REMOW fue muy criticado por su subtitulado hecho con IA en los idiomas francés, inglés y alemán dentro de la plataforma de Crunchyroll.